# Матрак
Матра́к (тур. Matrak) — национальный турецкий вид единоборств.

## История
Игра была изобретена в XVI веке известным османским учёным, историком и государственным деятелем Насухом-эфенди, получившим прозвище Матракчи или Матраки благодаря этой игре. Как считают учёные, игра стала синтезом древних восточных боевых искусств. В матрак на протяжении веков играли не только простые солдаты, но и сами султаны. Эвлия Челеби в своей книге «Seyahatname» писал о том, что султан Мурад IV владел 70 техниками игры в матрак. В XIX веке игра потеряла свою популярность из-за нововведений в правилах: в период преобразований Османских военных учений было запрещено использование мечей и старинных методов борьбы. Игра была восстановлена в XXI веке и официально зарегистрирована как спортивное единоборство в 2010 году.
Снаряжение для игры состояло из защитного шлема, деревянной палки, чаще всего обёрнутой в кожу и имеющей более округлую и широкую верхнюю часть, а также мягкого щита в виде квадратной подушки.

## В культуре
- Бои на матраках показаны в турецком телесериале «Великолепный век».